# Vinga
Vinga – wieś w Rumunii, w okręgu Arad, w gminie Binga. W 2011 roku liczyła 4063 mieszkańców. 